# Renato Dehò
Renato Dehò (Milano, 12 settembre 1946 – Lecco, 1º luglio 2019) è stato un calciatore italiano, di ruolo centrocampista.

## Carriera
Mediano cresciuto nelle giovanili dell'Inter, debuttò in prima squadra nel Campionato di Serie A 1966-1967, il 13 novembre 1966 nella partita pareggiata a Milano contro la Roma (0-0). Fu la sua unica partita in nerazzurro.
Nella successiva stagione passò al Lecco in Serie B. Nella stagione successiva si trasferì al Monza, dove rimase per cinque anni fra i cadetti.
Nell'ultima parte della carrierafu al Varese, con cui, con 8 presenze, vinse il campionato di Serie B 1973-1974, senza essere confermato nella stagione successiva.
In carriera ha giocato 176 partite con 2 reti in Serie B.

## Palmarès

### Club

#### Competizioni nazionali
- Campionato italiano di Serie B: 1

Varese: 1973-1974
- Serie D: 1

Ancona: 1974-1975